# 第53回日本レコード大賞
第53回日本レコード大賞（だい53かいにほんレコードたいしょう）は、2011年（平成23年）12月30日に新国立劇場中劇場で行われた、53回目の『日本レコード大賞』である。

## 概要
第53回の大賞は、AKB48の「フライングゲット」に決定した。AKB48は初の受賞。女性歌手の受賞は2005年（第47回）の倖田來未以来6年ぶり。オリコン年間シングルチャート1位及びTBSの音楽番組『COUNT DOWN TV』年間シングルランキング1位の楽曲が受賞したのは2000年（第42回）の「TSUNAMI」（サザンオールスターズ）以来11年ぶり。大賞受賞曲を発表したプレゼンターは日本作曲家協会会長・制定委員長の服部克久。その発表直後のステージにAKB48総合プロデューサー・秋元康がステージに登場してAKB48メンバーたちを祝福した。
秋元康は作詞家として数回、ライバルである『日本歌謡大賞』では平成3年の第22回大会においてとんねるずの『情けねえ』で大賞を受賞していたものの、日本レコード大賞で優秀作品賞（金賞）を獲得しながら、一度も大賞を獲得しておらず、この曲で初受賞となった。
最優秀新人賞はFairiesに決定した。エイベックス（レーベル）所属歌手の受賞は2005年（第47回）のAAA以来6年ぶり。プレゼンターは諮問委員の都倉俊一。
大賞・最優秀新人賞共に女性グループが受賞したのは日本レコード大賞史上、初となるものであった。 
1996年（第38回）から総合司会を務めた堺正章はこの回を最後に勇退。後任は安住紳一郎で2012年（次回）から総合司会を務める。

### EXILEの辞退と当日の出演
史上初の4連覇が有力視されていたEXILEは、『日本レコード大賞』や『日本有線大賞』といった今年度の賞取りレースでの受賞をすべて辞退することを表明。同グループの日本レコード大賞参加辞退の申し出については、優秀作品賞を決定する審査委員会による審査を前に主催者側へ伝えられ、EXILEの『Rising Sun』は大賞候補となる優秀作品10作品に選ばれなかった。
2011年は「日本を元気に」をテーマに活動し、東日本大震災発生後はこのテーマによる慈善活動が中心になったことが背景にあると言われている。ただし、12月30日の授賞式ではSPECIAL ACTとしてサプライズゲストの形で出演した。

### 当日の中継など
日本レコード大賞授賞式の模様は例年同様、TBSテレビにて中継放送され、司会は3年連続で堺正章と藤原紀香が務め、TBSアナウンサーが番組リポーターを務めた。またTBSラジオでも同時中継された。
視聴率は2010年（前回）を0.1ポイント下回る14.9%であった。
『Nスタ』を挟んで事前番組を含めると約5時間にわたる長丁場であった。近年の年末賞取りレースは2011年以降、事実上TBSで放送される『日本有線大賞』と『日本レコード大賞』の2つだけになっている。

### 放送時間
- テレビ
  - 事前番組：「もうすぐ第53回輝く!日本レコード大賞」[注 2]（17:00 - 17:54）
  - 本編：2010年（第52回）同様、18:30 - 21:54に放送[注 3]。
    - 本編において、リアルタイム字幕放送を実施した。
- ラジオ
  - 18:30 - 22:00[注 4]（HBCラジオでも同時間枠に放送。また、MROラジオ・SBSラジオ・RCCラジオ・OBSラジオは19:00より飛び乗り）にて放送[注 5]。

## 司会
- 堺正章
- 藤原紀香
- 安住紳一郎（TBSアナウンサー） - 事前番組『もうすぐ第53回輝く!日本レコード大賞』の司会も担当
- 加藤シルビア（TBSアナウンサー）
- 枡田絵理奈（TBSアナウンサー）

### ラジオ中継進行
- 向井政生（TBSアナウンサー）

## 受賞作品・受賞者一覧

### 日本レコード大賞
- 「フライングゲット」
  - 歌手：AKB48
  - 作詞・プロデューサー：秋元康
  - 作曲：すみだしんや
  - 編曲：生田真心
  - 所属事務所：株式会社AKS
  - レコード会社：キングレコード

### 最優秀歌唱賞
- 坂本冬美「おかえりがおまもり」

### 最優秀新人賞
- Fairies

### 最優秀アルバム賞
- 小田和正『どーも』

### 優秀作品賞（大賞ノミネート作品）
- 西野カナ「Esperanza」
- KARA「GO GO サマー!」
- AAA「CALL」
- JUJU「この夜を止めてよ」
- 水森かおり「庄内平野 風の中」
- 氷川きよし「情熱のマリアッチ」
- FUNKY MONKEY BABYS「それでも信じてる」
- AKB48「フライングゲット」
- 東方神起「Why? (Keep Your Head Down)」
- いきものがかり「笑ってたいんだ」

### 新人賞（最優秀新人賞ノミネート）
- 伊藤美裕
- SUPER☆GiRLS
- 2NE1
- Fairies

### 優秀アルバム賞
- せきぐちゆき『素顔〜愛すべき女たち〜』
- 鈴木雅之『DISCOVERJAPAN』
- 細野晴臣『HoSoNoVa』
- 桑田佳祐『MUSICMAN』

### 作曲賞
- 若草恵「ふたりの船唄」（歌：天童よしみ）

### 作詩賞
- 山上路夫「いくたびの櫻」（歌：ふくい舞）

### 編曲賞
- 渡辺俊幸「おひさま〜大切なあなたへ」（歌：平原綾香）

### 企画賞
- 佐野有美『あきらめないで』
- 由紀さおり&ピンク・マルティーニ『1969』
- 五木ひろし『TRIBUTE　三大作詞家トリビュートアルバム〜石本美由起、星野哲郎、吉岡治に捧ぐ〜』
- 美空ひばり『ひばり千夜一夜』
- 恵莉花『Revive』『この花が咲いたら 〜いのちの種〜』

### 特別賞
- 薫と友樹、たまにムック。「マル・マル・モリ・モリ!」

芦田愛菜がソロで「ステキな日曜日〜Gyu Gyu グッデイ!〜」も歌った。

### 功労賞
- 青山和子
- 永六輔
- 寺内タケシ
- 橋本淳
- 畠山みどり

### 特別功労賞
- 大町正人（元ボニージャックス）
- 高見澤宏（元ダークダックス）
- 柳ジョージ
- 竜鉄也

### 日本作曲家協会奨励賞
- 三山ひろし

### 大衆歌謡文化賞
- 北島三郎

## SPECIAL ACT
- EXILE

自身のレコード大賞受賞曲3曲と「Rising Sun」の4曲をメドレーで披露した。

## 審査委員
- 審査委員長：川崎浩（毎日新聞）
- 審査委員・幹事（23人）=23人に審査委員長含む
  - 新聞記者（14人）：読売新聞、毎日新聞、日本経済新聞、産経新聞、東京新聞、時事通信、日刊スポーツ、スポーツニッポン、報知新聞、サンケイスポーツ、デイリースポーツ、東京中日スポーツ、東京スポーツ、夕刊フジ。
  - JNN系列放送局4社（4人）：MBS毎日放送、CBC中部日本放送、RKB毎日放送、HBC北海道放送。
  - 音楽評論家・音楽プロデューサー（5人）

## テレビ中継スタッフ
- ナレーション：古野顕一
- 構成：伊藤正宏、櫻井昭宏、小泉泰成
- 取材：三好千春、村山由紀子、板垣寿美
- 演奏
  - 音楽監督・編曲・指揮：服部隆之
  - 編曲：宮下博次
  - THE BAND
    - Piano：倉田信雄
    - Synthesizer：田代修二
    - Bass：渡辺直樹
    - Drums：伊藤史朗
    - Percussion：藤井珠緒
    - Guitar：古川昌義、古川望
    - Trumpet：菅坡雅彦、横山均、奥村晶
    - Trombone：広原正典、花坂義孝
    - Saxophone：ボブ・ザング、近藤淳
    - Chorus：木戸やすひろ、比山貴咏史、山田洋子

  - RUSH by TAKASHI KATO
    - Violin/Top：加藤高志
    - Violin/1st：押鐘貴之、伊能修、松本亜土、渡辺一雄、藤堂昌彦、牛山玲名、武田幸治
    - Violin/2nd：加藤亜紀子、杉野裕、入江茜、氏川恵美子、岡部憲、福井啓太
    - Viola：古川原裕仁、榎戸崇浩、渡部安見子、萩原薫
    - Cello：堀沢真己、丸山泰雄、木村隆哉、森田香織
    - Contrabass：齋藤順、暮内弘司
    - Harp：朝川朋之

  - Additional Musicians
    - 北島三郎：田中彰、小山貢、遠山敦、石塚勇、杉江真、内田ゆう、浜田和可、原田真純
    - 由紀さおり：佐野雅弘、牧山純子、藤原清登、はたけやま裕、宮崎明生
    - 細野晴臣：コシミハル、高田漣、伊賀航、伊藤大地
    - いきものがかり：亀田誠治、本間昭光、林部直樹、足立賢明、玉田豊夢

  - ミュージシャンコーディネート：フェイス・ミュージック
- 新国立劇場スタッフ
  - TM：長谷川晃司
  - TP：香取良和
  - TD：荒木健一
  - カメラ：藤田栄治
  - カムリモート：野坂和恵
  - テクノクレーン：坂野昇
  - VE：石川浩之
  - 照明：近藤明人、原昇
  - 音声：森和哉、相馬敦
  - PA：池戸和幸、小暮倫見
  - 音効：岡本智宏
  - 連絡回線：小池真一、小沼誠
  - プロンプター：鈴木祭、重永光信
  - 美術プロデューサー：飯田稔
  - 美術デザイン：三須明子
  - 美術制作：長谷川隆之
  - 装置：古川俊一
  - 美術メガシステム：庄子泰広
  - 電飾：斉藤貴之
  - LEDグラフィックス：市川元信
  - 装飾：野呂利勝
  - フロアー装飾：渡邊卓也
  - 特殊効果：矢島克祐
  - 楽器：高井啓光
  - 衣装：原口恵里
  - 持道具：岩本美徳
  - 化粧：吉田謙二
- OAサブ
  - TD：伊東修
  - VE：高橋康弘
  - 音声：尾崎宗弘
  - 音効：太田誠也
  - CG：森享宏、大竹祐介
  - 回線：森久祐弥
  - VTRルーム：渡辺秀次、大江剛史
  - MA：橋本大
  - 編集：藤森唯史
  - TK：葛貫明子
  - VTR担当：清宮嘉浩、妹尾篤志
  - 演出：井上整、平野亮一
- 編成：片山剛、渡辺信也
- 宣伝：青木玲奈
- AP：鹿渡弘之、神田祐子、小林弘典、座間隆司、佐藤誠子
- 公開：廣中信行、松元裕二、中野智之、齊藤絵里子
- 制作進行：熊倉哲央
- 演出スタッフ：鈴木秀昭、橘信吾、吉村拓、吉田麻衣、小関美保子、工藤響子
- TK：長谷川道子
- ライブ演出：木田国士
- 舞台監督：植木修一
- 総合演出：木田将也
- プロデューサー：落合芳行、服部英司、篠塚純
- 技術協力：MBS、東通、ティエルシー、TAMCO、赤坂ビデオセンター、プロカム、テクト、ラ・ルーチェ、NEXION、ダブルビジョン、PRG、SJP INC.、MTPlanning、PARK GRAPHICS
- 資料協力：レコチョク
- 協力：新国立劇場運営財団
- 製作著作：TBS